# Tradizioni viventi della Svizzera
La lista delle tradizioni viventi in Svizzera è un inventario delle tradizioni della Svizzera.
Questo elenco comprende 167 tradizioni nel campo della musica, della danza, del teatro, dei costumi, dell'artigianato, dell'industria e delle conoscenze che sono particolarmente importanti a livello locale, regionale e nazionale in Svizzera.
L'iscrizione in questo inventario è uno dei requisiti per candidare una tradizione all'inserimento tra i Patrimoni orali e immateriali dell'umanità secondo la Convenzione UNESCO.

## Lista
La lista viene composta dall'Ufficio federale della cultura (UFC) scegliendo tra 387 proposte dei servizi culturali cantonali ed è stata pubblicata ad ottobre 2011. È stata ugualmente pubblicata dal mese di settembre 2012 sotto forma di inventario in internet.
| Nome                                                        | Cantone                      | Data o periodo            |
| ----------------------------------------------------------- | ---------------------------- | ------------------------- |
| Bachfischet à Aarau                                         | AG                           |                           |
| Abbayes de tir                                              | VD                           |                           |
| Fête de la Saint-Alban                                      | ZH                           |                           |
| Almanach romand Messager boiteux                            | VD                           |                           |
| Alphorn (Corno alpino) et Büchel                            | CH                           |                           |
| Kermesse des armaillis                                      | LU, UR, SZ, OW et NW         |                           |
| Alpenverlosung                                              | OW                           |                           |
| Anna Göldi                                                  | GL                           |                           |
| Montées à l’alpage en Appenzell et au Toggenbourg           | AI, AR et SG                 |                           |
| Plaisanterie et satire en Appenzell                         | AR et AI                     |                           |
| Auffahrtsumritt in Beromünster                              | LU                           |                           |
| Automates et boîtes à musique                               | VD                           |                           |
| Bärensymbolik                                               | BE                           |                           |
| Basler Fasnacht (Carnaval de Bâle)                          | BS                           |                           |
| Basler Herbstmesse                                          | BS                           |                           |
| Basler Trommeln                                             | BS                           |                           |
| Bauerngarten in Osterfingen                                 | SH                           |                           |
| Bauernmalerei rund um den Säntis                            | AI, AR, SG                   |                           |
| Bechtelistag in Frauenfeld                                  | TG                           |                           |
| Bénichon                                                    | FR                           |                           |
| Berner Bauernkeramik                                        | BE                           |                           |
| Betruf in der Zentralschweiz                                | LU, UR, SZ, OW et NW         |                           |
| Blasmusikpraxis                                             | CH                           |                           |
| Bochselnacht                                                | TG                           |                           |
| Bootschnen                                                  | CH                           |                           |
| Brienzer Holzschnitzerei                                    | BE                           |                           |
| Bruder-Klausen-Fest (festa di San Nicola di Flüe)           | OW                           | 25 settembre              |
| Brunnensingen der Sebastianibruderschaft Rheinfelden        | AG                           |                           |
| Carnaval jurassien                                          | JU                           |                           |
| Il carpentiere-muratore (teciatt)                           | TI                           |                           |
| Castagne, caldarrostai e castanicoltura                     | TI et GR                     |                           |
| Chalandamarz                                                | GR                           |                           |
| Le chant du Ranz des vaches                                 | FR                           |                           |
| Chienbäse                                                   | BL                           |                           |
| Chlauschlöpfe im Bezirk Lenzburg                            | AG                           |                           |
| Chröpfelimeh                                                | ZG                           |                           |
| Les consortages en Valais                                   | VS                           |                           |
| Cortège de la Fête des vendanges de Neuchâtel               | NE                           | Settembre                 |
| La cueillette et la culture des plantes sauvages            | VS                           |                           |
| Découpages du Pays-d'Enhaut                                 | VD                           |                           |
| Dentelle de Neuchâtel                                       | NE                           | Tutto l'anno              |
| Dreikönigs- und Sternsingen in Graubünden und Tessin        | GR et TI                     |                           |
| Économie d’alpages en Gruyère                               | FR                           |                           |
| Eidgenössisches Feldschiessen                               | CH                           |                           |
| Eierleset                                                   | AG, SO et BL                 |                           |
| Élevage du cheval de race Franches-Montagnes                | JU                           |                           |
| L'Escalade                                                  | GE                           |                           |
| L’Esprit de Genève                                          | GE                           |                           |
| La Fabrique                                                 | GE                           |                           |
| Fasnacht (carnevale) in der Zentralschweiz                  | LU, UR, SZ, OW, NW et ZG     |                           |
| Fekker-Chilbi                                               | CH                           |                           |
| Fête des Fontaines de Môtiers                               | NE                           | 12 settembre              |
| Fête des vignerons                                          | VD                           |                           |
| Fêtes des Jeunesses Campagnardes (Giron)                    | VD                           |                           |
| La Fête-Dieu à Savièse                                      | VS                           |                           |
| Le Feuillu                                                  | GE                           |                           |
| Fiera di San Provino e di San Martino                       | TI                           |                           |
| Fifres et tambours du Valais                                | VS                           |                           |
| Flössen auf dem Ägerisee                                    | ZG                           |                           |
| La fondue comme repas                                       | FR e in tutta la Svizzera    |                           |
| Fronleichnamprozession in Appenzell                         | AI                           |                           |
| Gansabhauet                                                 | LU                           |                           |
| Gebetsheilen                                                | AI und Deutschschweiz        |                           |
| Geistergeschichten aus der Zentralschweiz                   | LU, UR, SZ, OW, NW et ZG     |                           |
| Gelebte Zweisprachigkeit in Biel                            | BE                           |                           |
| La gestion des risques d’avalanches                         | VS e spazio alpino           |                           |
| Glarner Landsgemeinde                                       | GL                           |                           |
| Glarner Orchester- und Chorwesen                            | GL e Svizzera tedesca        |                           |
| Design graphique et typographie                             | CH                           |                           |
| Greiflet                                                    | SZ                           |                           |
| Groppenfasnacht                                             | TG                           |                           |
| Le guet du beffroi de la cathédrale de Lausanne             | VD                           |                           |
| Hallauer Herbstsonntage                                     | SH                           |                           |
| Haute horlogerie                                            | VD, GE, NE, JU, BE, SO et SH | Tutto l'anno              |
| Historische Befreiungsmythen                                | LU, UR, SZ, OW, NW et ZG     |                           |
| Hornussen                                                   | BE, AG et SO                 |                           |
| Hürnen und Mazza Cula                                       | GR                           |                           |
| L'illustration, la bande dessinée et l’affiche genevoises   | GE                           |                           |
| Innerrhoder Landsgemeinde                                   | AI                           |                           |
| Innerrhoder Weihnachten                                     | AI                           |                           |
| L’Italianità en Valais                                      | VS                           |                           |
| Jassen                                                      | CH                           |                           |
| Jeu de quilles neuchâtelois                                 | NE                           | Tutto l'anno              |
| Jüdisches Kulturerbe im Kanton Aargau                       | AG                           |                           |
| Jugendfeste in den Kantonen Aargau und Solothurn            | AG et SO                     |                           |
| Kirschenanbau                                               | ZG                           |                           |
| Köhlern                                                     | LU                           |                           |
| Culture de consensus et démocratie directe                  | CH                           |                           |
| Kräuterwissen in Zentralschweizer Frauenklöstern            | LU, OW, NW, UR, SZ et ZG     |                           |
| Laientheater in der Zentralschweiz                          | LU, OW, NW, UR, SZ et ZG     |                           |
| Lesegesellschaften und Dorfaktivitäten                      | AR                           |                           |
| Luzerner Herrgottskanoniere                                 | LU                           |                           |
| Maibaum in Baselland                                        | BL e tutta la Svizzera       |                           |
| Maiensässfahrt                                              | GR                           |                           |
| Mani Matter und die Berner Mundartmusik                     | BE                           |                           |
| Marche commémorative de la Révolution du 1er mars 1848      | NE                           | 1º marzo                  |
| Maskenschnitzen und Fasnacht im Sarganserland               | SG                           |                           |
| Meitlizyt in Fahrwangen und Meisterschwanden                | AG                           |                           |
| Le Milizie Storiche della Valle di Blenio                   | TI                           |                           |
| Murailleurs                                                 | CH                           |                           |
| Näfelser Fahrt (Fährtlen)                                   | GL                           |                           |
| Naturheilkunde in Appenzell Ausserrhoden                    | AR                           |                           |
| Nünichlingler                                               | BL                           |                           |
| Obstbau und Obstproduktion                                  | TG                           |                           |
| Operettentradition im Kanton Aargau                         | AG et LU                     |                           |
| Patinage sur le Doubs                                       | NE                           | Inverno                   |
| Patois du Valais romand en scène                            | VS et FR                     |                           |
| Pfingstblütter                                              | BL e regione                 |                           |
| Poya                                                        | FR                           |                           |
| Pratiques chorales dans le canton Fribourg                  | FR                           |                           |
| Pratiques des patois jurassiens                             | JU                           |                           |
| Processioni storiche di Mendrisio                           | TI                           |                           |
| Les promotions                                              | GE und VD, NE, FR            | Fine dell'anno scolastico |
| Pschuuri in Splügen                                         | GR                           |                           |
| Rabadan                                                     | TI                           |                           |
| Räbeliechtli                                                | ZH                           |                           |
| Rheinfallbeleuchtung mit Feuerwerk                          | SH                           |                           |
| La Saint-Nicolas à Fribourg                                 | FR                           | Dicembre                  |
| San Giuseppe-Tag in Laufenburg                              | AG                           |                           |
| Sarganserländischer Alpsegen                                | SG                           |                           |
| Scheibenschlagen                                            | GR                           |                           |
| Schwimmen im Rhein / Rheinschwimmen                         | BS                           |                           |
| Schwingen (Lotta svizzera)                                  | CH                           |                           |
| Sechseläuten                                                | ZH                           |                           |
| Le secret                                                   | JU et FR                     |                           |
| Seidenbandindustrie                                         | BL, BS et AG, SO             |                           |
| Silvesterchlausen                                           | AR                           |                           |
| Solothurner Fasnacht                                        | SO                           |                           |
| St. Galler Kinderfest                                       | SG                           |                           |
| St. Galler Stickerei (Maschinenspitzen)                     | SG                           |                           |
| St. Nikolaus-Brauchtum                                      | LU, UR, SZ, OW, NW et ZG     |                           |
| Stäcklibuebe                                                | AG et SO                     |                           |
| Stierenmarkt in Zug und Viehschauen in der Zentralschweiz   | LU, UR, SZ, OW, NW et ZG     |                           |
| St-Martin en Ajoie                                          | JU                           |                           |
| Stoss-Wallfahrt                                             | AI                           |                           |
| Stroh-Kultur, Geflecht- und Hutindustrie im Freiamt         | AG et TI                     |                           |
| Tavillonnage                                                | FR et VD                     |                           |
| Töfftreff Hauenstein                                        | SO                           |                           |
| La Torrée                                                   | NE et JU                     |                           |
| Touristische Landschaftserschliessung                       | LU, UR, SZ, OW, NW et ZG     |                           |
| La tradition botanique genevoise                            | GE                           |                           |
| Traditionen um den Munot                                    | SH                           |                           |
| Troccas                                                     | GR                           |                           |
| Les Tschäggättä au Lötschental                              | VS                           |                           |
| Übernamen                                                   | LU, UR, SZ, OW, NW et ZG     |                           |
| Uhrencup in Grenchen                                        | SO                           |                           |
| Unspunnenfest (Fête d'Unspunnen)                            | BE e tutta la Svizzera       |                           |
| Vereinswesen                                                | CH                           |                           |
| Viehzucht und Kuhkämpfe im Wallis                           | VS                           |                           |
| Vogel Gryff                                                 | BS                           |                           |
| Volksmusikpraxis und Juuz in der Zentralschweiz             | LU, UR, SZ, OW, NW et ZG     |                           |
| Volksmusikpraxis und Naturjodel im Appenzell und Toggenburg | AI, AR et SG                 |                           |
| Volkstanzpraxis in der Nordwestschweiz                      | BL e tutta la Svizzera       |                           |
| Volkstanzpraxis in der Zentralschweiz                       | LU, UR, SZ, OW, NW et ZG     |                           |
| Voyage Belle-Epoque                                         | VD et VS, GE                 |                           |
| Wallfahrt nach Einsiedeln                                   | SZ                           |                           |
| Wallfahrt nach Mariastein                                   | SO                           |                           |
| Wässermatten                                                | BE                           |                           |
| Weidlingfahren und Weidlingsbau                             | SH e tutta la Svizzera       |                           |
| Wetter- und Klimawissen                                     | LU, OW, NW, UR, SZ et ZG     |                           |
| Wilderergeschichten                                         | NW                           |                           |
| Wildheuen                                                   | OW, NW, UR et SZ             |                           |
| Woldmanndli                                                 | UR                           |                           |
| Zahl 11 in Solothurn                                        | SO                           |                           |
| Zibelemärit                                                 | BE                           |                           |
| Zürcher Knabenschiessen                                     | ZH                           |                           |
| Zürcher Textil- und Seidenindustrie                         | ZH                           |                           |